# Мунго (национален парк)
„Мунго“ (на английски: Mungo National Park) е национален парк с площ от 278 km², разположен в щата Нов Южен Уелс, Югозападна Австралия.
Намира се на 876 километра от Сидни. Част е от езерния регион Виландра, влизащ в Списъка на световното културно и природно наследство на ЮНЕСКО и покриващ територия от 2400 квадратни километра и 17 сухи езера. Пътищата, които преминават през националния парк или край него, могат да станат непроходими при или след валеж.
Централно място в националния парк заема езерото Мунго, второто най-голямо от древните сухи езера. Паркът е най-забележителен с археологическите останки открити там. Останките на Мъжа Мунго – най-старите човешки останки, открити в Австралия, и Жената Мунго – най-старото известно ритуално кремирано човешко същество, са открити в рамките на парка. Тези останки са били погребани на брега на езерото Мунго, под Стените на Китай – серия от лунети на югоизточния край на езерото.
Националният парк Мунго е придобит за Националната система от резервати (National Reserve System) през 1979 година от Фондацията за национални паркове и див живот. Oрганизацията осигурява 101 000 долара, необходими за закупуването на собствеността. Фондацията също финансира местен археолог за работата му на същото място от 1979 до 1983 година. Със средства от дарителя Дик Смит организацията изгражда Центъра за посетители и лаборатория „Мунго“ през 1983 година. С допълнително финансиране от BHP фондацията изгражда 60-километрова обиколка с превозни средства и водач на националния парк Мунго. През 2010 година фондацията обявява желанието си да изгради нов център за образование и изследвания в Мунго. Ако проектът бъде одобрен, новата сграда на центъра ще бъде проектирана от Уенди Левин и австралийския архитект Глен Мъркът, носител на награда „Прицкер“ за 2002 година.
Паркът разполага с център за посетители, който е разположен в близост до входа на парка, и стара барака за стригане на овце, където могат да бъдат придобити допълнителна информация и карта. Обиколен автомобилен път с дължина 70 километра позволява на посетителите да стигнат до Стените на Китай и езерата.
|  | Тази страница частично или изцяло представлява превод на страницата Mungo National Park в Уикипедия на английски. Оригиналният текст, както и този превод, са защитени от Лиценза „Криейтив Комънс – Признание – Споделяне на споделеното“, а за съдържание, създадено преди юни 2009 година – от Лиценза за свободна документация на ГНУ. Прегледайте историята на редакциите на оригиналната страница, както и на преводната страница, за да видите списъка на съавторите. ВАЖНО: Този шаблон се отнася единствено до авторските права върху съдържанието на статията. Добавянето му не отменя изискването да се посочват конкретни източници на твърденията, които да бъдат благонадеждни. |